# Ingabritt Dalén
Ingabritt Maria Elisdotter Dalén, född 9 april 1922 i Botkyrka församling, Stockholms län, död 9 oktober 2010 i Halmstad, var en svensk barn- och ungdomspsykiater.
Dalén, som var dotter till kamrer Elis Larson och Rose-Marie Håkansson, avlade studentexamen i Malmö 1942, blev medicine kandidat vid Lunds universitet 1945 och medicine licentiat där 1952. Hon innehade olika läkarförordnanden 1947–1957 (vid psykiatriska kliniker och på mentalsjukhus periodvis 1949–1955), var underläkare vid barn- och ungdomspsykiatriska kliniken i Lund periodvis 1955–1961, underläkare vid barnpsykiatriska kliniken på Halmstads lasarett 1961–1966 och överläkare där från 1966. Hon var konsulterande barnpsykiater på Halmstads lasarett 1958–1960 och läkare vid omsorgsstyrelsen för undervisningen i Hallands län från 1962.